# Narziss Sokatscheff
Narziss Raymond Sokatscheff, auch Narziß Sokatscheff und Narciss Sokatscheff (* 12. Mai 1921 in Warna; † 4. August 2006 in Berlin) war ein bulgarischstämmiger Schauspieler in Deutschland.

## Leben

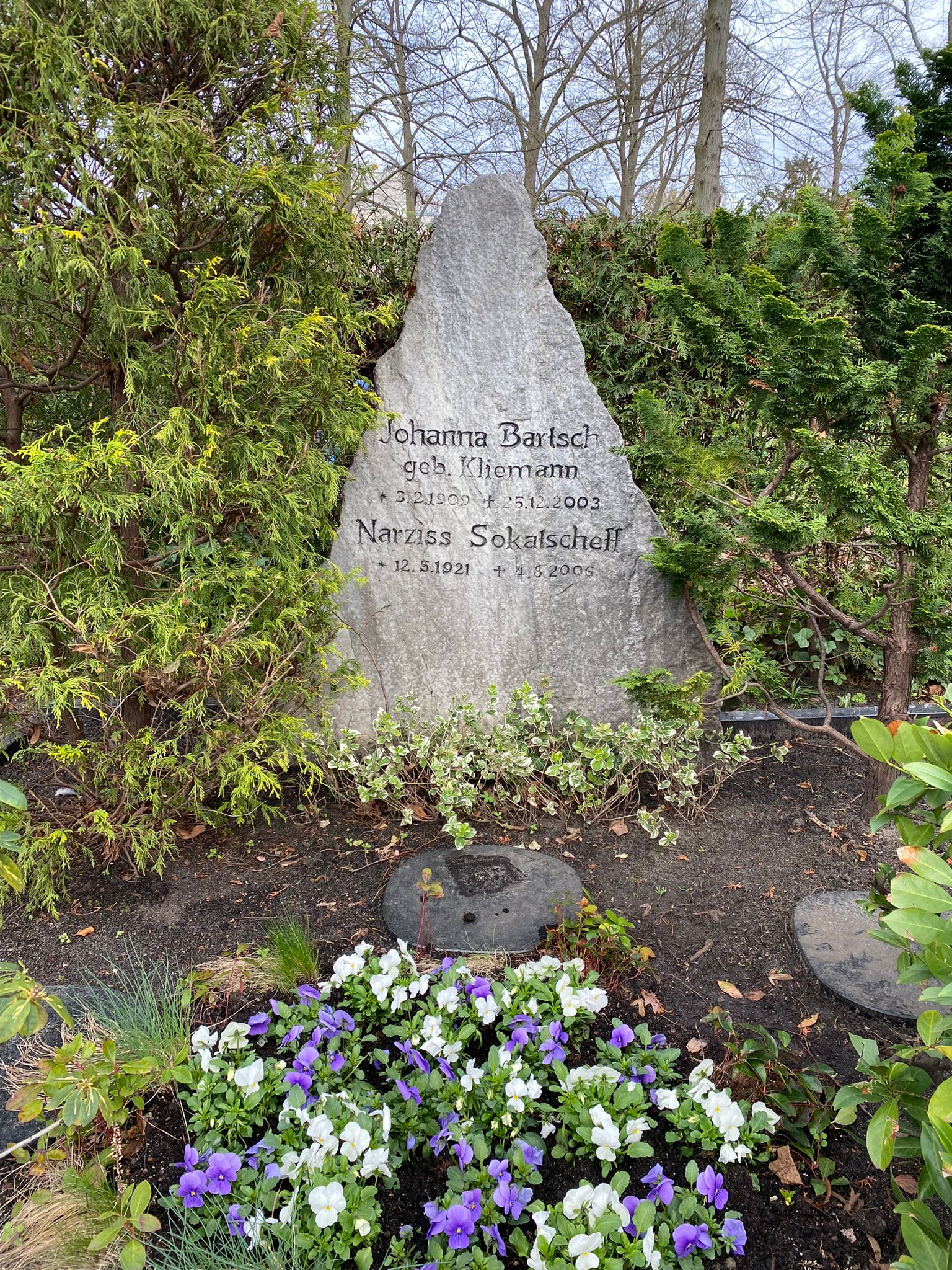
Grabstätte auf dem Friedhof Lankwitz

Sokatscheff besuchte in Sofia von 1935 bis 1939 das Gymnasium bis zum Abitur. Mit einem Stipendium der Humboldt-Stiftung kam er 1940 nach Berlin. Hier studierte er an der Kaiser-Wilhelm-Universität von 1941 bis 1945 Germanistik und Theaterwissenschaften. Gleichzeitig war er einziger Schauspielschüler von Hermine Körner. Die Reifeprüfung der Kunstgattung Schauspiel bestand er im Juli 1943 in Dresden. Im selben Jahr begann seine Bühnenlaufbahn in Berlin mit Gefesselten Prometheus von Aischylos im damaligen Kuppelsaal. Von 1943 bis 1944 war er parallel am Stadttheater Guben engagiert. Von 1945 bis 1947 bestand ein Vertrag mit dem Theater der Jugend in Neuss.
Im Jahr 1948 holte ihn Gustaf Gründgens in sein Düsseldorfer Ensemble, wo er mitunter als Partner von Elisabeth Flickenschildt spielte. 1955 stand er erstmals auf der Bühne im Theater im Zimmer in Hamburg. Dort spielte Sokatscheff Nebenrollen in Gegenwartsstücken wie Komm wieder, kleine Sheba! aus dem Jahr 1953 (Originaltitel: Come Back, Little Sheba!) von William Inge. Seit den 1960er Jahren wohnte er in Hamburg und Berlin, wo er unter anderem an den Berliner Kammerspielen auftrat.
Parallel zu seiner Theaterarbeit übernahm Sokatscheff ab 1960 auch Filmrollen. Anfangs verpflichtete ihn vor allem Will Tremper. In seinem Leinwanddebüt, dem Ost-West-Drama Flucht nach Berlin, übertrug Tremper ihm die Hauptrolle. Darin verkörperte Sokatscheff den Sachsen-Anhaltischen Bauern „Hermann Güden“, der sich der Zwangskollektivierung der Landwirtschaft entziehen will und, nachdem seine Frau und beide Kinder sicher in West-Berlin angekommen sind, mit Hilfe einer Schweizer Modejournalistin und ihres Sportwagens in den Westen zu entkommen versucht. 1963 spielte er erneut in zwei Filmen von Tremper (Die endlose Nacht und Verspätung in Marienborn).
Von der optischen Erscheinung her südländisch wirkend, besetzte man Sokatscheff dabei als ausländischen Diplomaten oder als Offizier, aber auch als Schurke wie beispielsweise als „Messer-Joe“ in Der Henker von London (1963). Nach zwei weiteren Rollen in Edgar-Wallace-Filmen nahmen Sokatscheffs Rollenangebote für Kinofilme ab Ende der 1960er-Jahre ab und es gewannen Fernsehauftritte an Bedeutung.
Weitgehend unbemerkt von der Öffentlichkeit starb der Schauspieler im Jahre 2006 in Berlin. Seine letzte Ruhestätte fand Narziss Sokatscheff auf dem Friedhof Lankwitz (Grablage BI-49).

## Filmografie
- 1960: Flucht nach Berlin
- 1963: Die endlose Nacht
- 1963: Verspätung in Marienborn
- 1963: Der Henker von London
- 1963: Das Kriminalmuseum (Folge 5: Die Nadel)
- 1964: Polizeirevier Davidswache
- 1965: John Klings Abenteuer (eine Folge der Serie)
- 1965: Der Fall Kapitän Behrens – Fremdenlegionäre an Bord
- 1965: Gestatten, mein Name ist Cox: 1000 Pfund suchen einen Täter
- 1966: Playgirl
- 1967: Der Mönch mit der Peitsche
- 1968: Nationalkomitee 'Freies Deutschland'
- 1968: Der Mann mit dem Glasauge
- 1969: Kim Philby war der dritte Mann (Fernsehfilm)
- 1969: Percy Stuart (eine Folge der Serie)
- 1970: Perrak
- 1971: Hamburg Transit (eine Folge der Serie)
- 1972: Frühreife Betthäschen
- 1973: Bettkanonen
- 1975: Im Auftrag von Madame (eine Folge der Serie)
- 1981: Der Zauberberg
- 1982: Kreisbrandmeister Felix Martin (eine Folge der Serie)
- 1985: Drei gegen Drei

## Buchpublikation
- "Wer für Frieden in Freiheit fällt..." Höhepunkte Bulgarischer Lyrik, Deutsche Nachdichtung von Narziss Sokatscheff, 1982, Hamburg-Berlin, OREL-MICRO Edition